# Hermonassa modesta
Hermonassa modesta là một loài bướm đêm trong họ Noctuidae.